# Carex duereriana
Carex duereriana är en halvgräsart som beskrevs av Georg Kükenthal. Carex duereriana ingår i släktet starrar, och familjen halvgräs. Inga underarter finns listade i Catalogue of Life.